# オディル・アフメドフ
オディル・アフメドフ（Odil Ahmedov、1987年11月25日 - ）は、ウズベキスタン・ナマンガン出身の元サッカー選手。元ウズベキスタン代表。ポジションはミッドフィールダー（MF）。

## 経歴

### クラブ
FCパフタコール・タシュケントのユース出身。2006年にトップチームへ昇格し同年5月16日のキジルクム・ザラフシャンとの試合でデビューをした。2009年にはウズベキスタン年間最優秀選手賞に選出された。
2011年2月、ロシア･プレミアリーグに所属するFCアンジ・マハチカラへレンタル移籍をした。3月1日、ロシア・カップ2010–11のFCゼニト・サンクトペテルブルクとの試合で公式戦デビューを飾った。
ロベルト・カルロスやサミュエル・エトオといったスター選手が所属するチームでレギュラーを務める。2011年12月下旬、2011年度のチーム最優秀選手に選ばれ、ウズベキスタンサッカー連盟からは2度目となるウズベキスタン年間最優秀選手賞に選出された。
2014年6月、ウラジーミル・ビストロフ、ニキータ・ブルミストロフと共にFCアンジ・マハチカラからFCクラスノダールに移籍した。6月28日、カラバフFKとの親善試合で移籍後初出場し、初ゴールを記録した。8月1日、UEFAヨーロッパリーグ 2014-15・予選3回戦のディオーシュジュールVTK戦で公式戦初ゴール、8月17日のFCロストフ戦でプレミアリーグ初ゴールを記録した。
2017年から上海上港に加入した。
2020年、天津泰達足球倶楽部に期限付き移籍をした。
2021年、石家荘永昌足球倶楽部に加入した。同年12月に、現役引退を発表した。

### 代表
2007年10月13日、台湾代表との試合でA代表デビュー。
2011年のアジアカップのウズベキスタン代表にも選出され、CB扱いながらも開幕戦では見事なロングシュートを決め、グループリーグ第3戦の中国戦では果敢な攻め上がりからの得点を決めるなどしてウズベキスタンの攻撃を支えた。
その後代表キャプテンに定着、2019年にイエメン戦で代表100キャップを達成している。
2022 FIFAワールドカップ・アジア2次予選敗退後、2021年6月21日に代表引退を表明した。

## 所属クラブ
- FCパフタコール・タシュケント 2006-2010
- FCアンジ・マハチカラ 2011-2014
- FCクラスノダール 2014-2016
- 上海上港集団足球倶楽部 2017-2021

→  天津泰達足球倶楽部 2020（期限付き移籍）
- 石家荘永昌足球倶楽部 2021

## タイトル

### クラブ
- FCパフタコール・タシュケント
  - ウズベク・リーグ：2 (2006, 2007)
  - ウズベキスタン・カップ：3 (2006, 2007, 2009)
  - CISカップ：1 (2007)

- 上海上港集団足球倶楽部
  - 中国サッカー・スーパーリーグ：1 (2018)

### 個人
- ウズベキスタン年間最優秀サッカー選手賞：6 (2009, 2011, 2014, 2015, 2016, 2018)
- アンジ年間最優秀選手賞：1 (2011)
- クラスノダール年間最優秀選手賞：1 (2014-15)